# Colima Uno
Colima Uno o Ejido Colima Uno, es una localidad mexicana, del municipio de Mexicali, Baja California, enclavada en la delegación Batáquez, en la parte oeste del valle de Mexicali. Según el censo del 2010 realizado por el INEGI, la población en aquel momento ascendía a 1,379 habitantes. Se ubica en las coordenadas 32° 29′ 05.8″ de latitud norte y 115°00'11.8" de longitud oeste.
Está comunicada por la carretera estatal n.º 31, que conduce al oeste al poblado: Ejido Jiquilpan y al este, con la carretera estatal n.º 28. El nombre del ejido Colima, es designado en homenaje del estado de: Colima.